# Liga Paralela
La Liga Paralela de Venezuela es una competición que se efectúa en paralelo al campeonato de la Liga Venezolana de Béisbol Profesional en el período de invierno. Esta competencia es la AA y AAA de la Liga Venezolana de Béisbol Profesional, ahí es donde se puede ver jugar algunos prospectos de Grandes Ligas después de la competencia de la MLB.
Se está dando a algunos de los jugadores más jóvenes de Venezuela la oportunidad de jugar en su país de origen durante el invierno. De ahí son llevados al equipo principal, dando así cabida a los peloteros en formación, sin afectar al equipo principal.
Los jugadores más interesantes de la liga son los jugadores que firmaron durante el período de firma internacional. Los jugadores no juegan en las ligas invernales, por lo que la Liga Paralela proporciona un primer vistazo a algunos de los prospectos más importantes del año en Venezuela. Algunos scouts internacionales dicen que la calidad de la liga ha mejorado en los últimos años para convertirse en un indicador de si los jugadores están listos para dar el salto a una liga de novatos en los Estados Unidos al año siguiente.
En la actualidad la liga consta de 15 equipos, incluidos los escuadrones de las organizaciones de las Grandes Ligas: Detroit Tigers, Philadelphia Phillies, Boston Red Sox, Seattle Mariners, y Tampa Bay Rays. Combinado con los equipos sucursales de Venezuela: Caribes, Aragua, Bravos, Caracas, La Guaira, Lara, Magallanes, Navegantes, Tiburones, y Zulia.
Esta liga de invierno es organizada por la misma organización que dirige la Venezuelan Summer League En octubre de 2009, peligró la organización del evento, ya que alguno de los partidos se jugaban en terreno de grama artificial y no está permitido jugar en "ganchos", sólo con tacos. El estadio ubicado en el Estado Carabobo es sede de Bravos de Margarita, Cardenales de Lara, Águilas del Zulia y dos equipos de los Tiburones de La Guaira.

## Equipos
| Equipo     | Afiliación MLB        | Afiliación LVBP           |
| ---------- | --------------------- | ------------------------- |
| Aragua     | -                     | Tigres de Aragua          |
| Boston     | Boston Red Sox        | Bravos de Margarita       |
| Bravos     | -                     | Bravos de Margarita       |
| Caimanes   | Chicago Cubs          | Leones del Caracas        |
| Caracas    | -                     | Leones del Caracas        |
| Caribes    | -                     | Caribes de Anzoátegui     |
| Detroit    | Detroit Tigers        | -                         |
| La Guaira  | -                     | Tiburones de La Guaira    |
| Lara       | -                     | Cardenales de Lara        |
| Magallanes | -                     | Navegantes del Magallanes |
| Navegantes | -                     | Navegantes del Magallanes |
| Phillies   | Philadelphia Phillies | -                         |
| Seattle    | Seattle Mariners      | -                         |
| Tampa Bay  | Tampa Bay Rays        | -                         |
| Zulia      | -                     | Águilas del Zulia         |

## Palmarés
| Temporada | Campeón                   |
| --------- | ------------------------- |
| 2007      | Tigres de Aragua          |
| 2008      | Caribes de Anzoátegui     |
| 2009      | Tigres de Aragua          |
| 2010      | Bravos de Margarita       |
| 2011      | Tiburones de La Guaira    |
| 2012      | Navegantes del Magallanes |
| 2013      | Leones del Caracas        |
| 2014      | Cardenales de Lara        |
| 2015      | Cardenales de Lara        |
| 2016      | Cardenales de Lara        |
| 2017      | Tiburones de La Guaira    |

### Campeones y subcampeones
| Equipo                    | Campeón | Subcampeón | Años de los campeonatos | Años de los subcampeonatos   |
| ------------------------- | ------- | ---------- | ----------------------- | ---------------------------- |
| Cardenales de Lara        | 3       | 0          | 2014, 2015 , 2016       |                              |
| Tigres de Aragua          | 2       | 1          | 2007, 2009              | 2011                         |
| Tiburones de La Guaira    | 2       | 1          | 2011, 2017              | 2014                         |
| Leones del Caracas        | 1       | 5          | 2013                    | 2007, 2008, 2009, 2010, 2016 |
| Navegantes del Magallanes | 1       | 1          | 2012                    | 2015                         |
| Caribes de Anzoátegui     | 1       | 0          | 1999,2008               |                              |
| Bravos de Margarita       | 1       | 0          | 2010                    |                              |
| Tampa Bay                 | 0       | 1          |                         | 2012                         |
| Detroit                   | 0       | 1          |                         | 2013                         |
| Bravos/Tigres             | 0       | 1          |                         | 2017                         |